# نمادهای کریستوفل
در ریاضیات و فیزیک، نمادهای کریستوفل (Christoffel Symbols)، آرایه‌ای از اعداد اند که التصاق متریک را توصیف می‌نمایند. التصاق متریک، نوع تخصصی شدهٔ التصاق آفینی برای رویه‌ها و منیفلدهای مجهز به متریک است به گونه‌ای که موجب اندازه‌پذیر شدن فواصل در رویه‌ها می‌گردد. در هندسه دیفرانسیل، یک التصاق آفینی را می‌توان بدون ارجاع به یک متریک تعریف نمود به گونه‌ای که مفاهیم دیگری از آن نتیجه حاصل می‌گردد همچون: انتقال موازی، مشتق هموردا، ژئودزیک و …. هنگامی که متریکی موجود باشد، این مفاهیم را می‌توان مستقلاً به «شکل» خود منیفلد مرتبط ساخت؛ شکل منیفلد برحسب اتصال فضای مماس (تانژانت) با فضای هم-مماس (کتانژانت) توسط تانسور متریک تعیین می‌گردد. از دیدگاه مجرد، می‌توان گفت که چنین منیفلدی دارای کلاف قابی (متعامد) است به گونه‌ای که هر «قاب» در حقیقت انتخاب ممکنی از یک مختصات قابی است. ناوردا بودن متر ایجاب می‌کند که گروه ساختاری کلاف قابی، گروه متعامد {\displaystyle O(p,q)} باشد. نتیجتاً، چنین منیفلدی لزوماً یک منیفلد شبه-ریمانی خواهد بود. نمادهای کریستوفل، نمایش ملموسی از التصاق یک هندسه (شبه-) ریمانی برحسب مختصات روی منیفلد را ارائه می‌نمایند. سپس مفاهیم دیگری چون انتقال موازی، ژئودزیک و … را می‌توان برحسب نمادهای کریستوفل بیان نمود.

## ارجاعات
1. ↑  See, for instance, (Spivak 1999) and (Choquet-Bruhat & DeWitt-Morette 1977)
2. ↑  Ronald Adler, Maurice Bazin, Menahem Schiffer, Introduction to General Relativity (1965) McGraw-Hill Book Company ISBN 0-07-000423-4 (See section 2.1)
3. ↑  Charles W. Misner, Kip S. Thorne, John Archibald Wheeler, Gravitation (1973) W. H. Freeman ISBN 0-7167-0334-3 (See chapters 8-11)
4. ↑  Misner, Thorne, Wheeler, op. cit. (See chapter 13)
5. ↑  Jurgen Jost, Riemannian Geometry and Geometric Analysis, (2002) Springer-Verlag ISBN 3-540-42627-2
6. ↑  David Bleeker, Gauge Theory and Variational Principles (1991) Addison-Wesely Publishing Company ISBN 0-201-10096-7